# Quận-thành phố thống nhất
Trong chính quyền địa phương tại Hoa Kỳ, một quận-thành phố thống nhất (consolidated city–county) là một thành phố và một quận nhập vào với nhau thành một khu vực thẩm quyền thống nhất. Như thế, nó lập tức trở thành một thành phố có chính quyền tự quản và một quận (một đơn vị hành chính trực thuộc một tiểu bang). Kiểu quận-thành phố thống nhất này khác biệt với một thành phố độc lập, là một thành phố không bị tiểu bang bắt buộc phải nằm trong phạm vi địa giới nào của bất cứ quận nào của tiểu bang nhưng thành phố này vẫn được tiểu bang công nhận như một thực thể lãnh thổ hợp pháp riêng biệt đối với các quận xung quanh hay kế cận. Tuy nhiên, một thành phố độc lập cũng có thể là kết quả của việc kết hợp một thành phố và một quận. Nơi có tập trung nhiều nhất các chính quyền quận-thành phố thống nhất tại Hoa Kỳ là tại miền Trung Tây Hoa Kỳ và vùng phía trên thuộc miền nam Hoa Kỳ (upper south) nơi có các thành phố như Indianapolis, Indiana; Nashville, Tennessee; Louisville, Kentucky; Kansas City, Kansas; và Lexington, Kentucky.

## Tổng quan
Các địa phận riêng biệt của một vùng đô thị hay vùng tự quản có thể duy trì một phạm vi quyền hành nào đó từ tay của chính quyền thành phố. Thành phố New York, chẳng hạn, gồm có 5 quận (thành phố), mỗi quận (thành phố) nằm trong một quận riêng biệt trực thuộc tiểu bang New York. Mỗi quận (thành phố) duy trì một số quyền lực địa phương qua hội đồng và quận trưởng của nó.
Anh Quốc có sáu "hạt vùng đô thị" được thành vào năm 1974: Đại Manchester, Merseyside, South Yorkshire, Tyne và Wear, West Midlands, và West Yorkshire. Từ năm 1986, chúng không có hội đồng quận nhưng có ủy ban liên hợp cho một số chức năng. Tại Scotland, Aberdeen, Dundee, Edinburgh và Glasgow theo chức năng là các "thành phố độc lập" mặc dù thuật từ này không được sử dụng.
Tương tự như vậy tại các quốc gia khác như Đức nơi mà Berlin, Bremen, và Hamburg vừa là thành phố lại vừa là tiểu bang. Gần như mọi thành phố lớn tại Đức là một quận-thành phố thống nhất, thí dụ như Frankfurt, Stuttgart, Munich hay Dresden. Tại Áo, thủ đô Viên vừa là thành phố vừa là bang. Tại Hàn Quốc, Seoul là một thành phố đặc biệt trong khi sáu thành phố khác (Busan, Daegu, Daejeon, Gwangju, Incheon, và Ulsan) là các thành phố vùng đô thị.
Quận Wyandotte, Kansas sử dụng thuật từ "chính quyền thống nhất" (unified government) để chỉ sự kết hợp của nó với Thành phố Kansas, Kansas và phần lớn các thị trấn và thành phố nằm trong địa giới quận thì có một số vẫn giữ phạm vi quyền lực riêng của mình trong quận.

## Danh sách các quận-thành phố thống nhất

### Thống nhất từ khi thành lập
- Khu tự quản Anchorage, Alaska[1] (Thành phố và quận hình thành một chính quyền thống nhất)
- Thành phố và quận Broomfield, Colorado[2][3] (Thị trấn Broomfield hợp nhất vào ngày 1 tháng 6 năm 1961. Thành phố và quận Broomfield được thiết lập ngày 15 tháng 11 năm 2001 từ những phần hợp nhất của Thành phố Broomfield nằm trong các quận Boulder, Adams, Jefferson, và Weld.)
- Thành phố và quận Denver, Colorado[2] (Thành phố Denver, lãnh thổ Colorado, hợp nhất ngày 7 tháng 11 năm 1861. Denver phục vụ như quận lị của quận Arapahoe cho đến 15 tháng 11 năm 1902 khi quận Arapahoe bị tách thành quận-thành phố Denver thống nhất, quận Adams và quận South Arapahoe.)
- Thành phố và quận Honolulu, Hawaii[4] (tuy nhiên không có thành phố hay chính quyền cấp dưới quận tại Hawaii, như thế tên gọi "Thành phố" trong "Quận-thành phố" trở thành vô nghĩa. Cục điều tra dân số Hoa Kỳ định nghĩa Honolulu như là "quận-thành phố")
- Thành phố và quận Juneau, Alaska
- Thành phố New Orleans và Quận Orleans, Louisiana (thành phố New Orleans luôn luôn phục vụ như chính quyền quận Orleans mặc dù chúng ban đầu không có cùng địa giới. Thành phố và quận cũng sáp nhập nhiều phần đất của quận Jefferson lân cận.)
- Thành phố và quận San Francisco, California (thành phố thành lập trước khi quận được thành lập)
- Thành phố và quận Sitka, Alaska
- Thành phố và quận Yakutat, Alaska
- Thị trấn và quận Nantucket, Massachusetts (là một và như vậy kể từ khi nó bị tách ra khỏi quận Dukes, New York để gia nhập vào thuộc địa Massachusetts).
- Washington, D.C. (Thành phố Washington từng là một khu đô thị tự quản riêng biệt trong Đặc khu Columbia. Đạo luật quốc hội năm 1871 lập ra chính quyền duy nhất cho toàn thể lãnh thổ liên bang này, có hiệu lực nhập thành phố và đặc khu thành một thực thể duy nhất.)

### Nhập lại với nhau
- Anaconda và quận Deer Lodge, Montana[5]
- Butte và quận Silver Bow, Montana
- Columbus và quận Muscogee, Georgia
- Cusseta và quận Chattahoochee, Georgia
- Georgetown và quận Quitman, Georgia
- Hartsville và quận Trousdale, Tennessee
- Houma và quận Terrebonne, Louisiana[6]
- Lexington và quận Fayette, Kentucky[7]
- Lynchburg và quận Moore, Tennessee
- Thành phố New York[8] đã cùng mở rộng với sự hợp nhất 5 quận từ năm 1898, mỗi một quận tiểu bang là một quận của thành phố (gọi là borough):
  - Quận New York (Manhattan) (chỉ mình quận New York cùng tồn tại với Thành phố cho đến năm 1898)
  - Quận Bronx (The Bronx) (quận New York bao gồm phần bây giờ là quận Bronx từ năm 1898 cho đến khi quận Bronx được thành lập năm 1916)
  - Quận Kings (Brooklyn)
  - Quận Richmond (Staten Island)
  - Quận Queens (Queens)
- Philadelphia và quận Philadelphia, Pennsylvania. Chúng có cùng địa giới từ năm 1854, và cơ cấu chính quyền được thống nhất vào năm 1952. Quận vẫn tồn tại như một thực thể riêng biệt trong tiểu bang Pennsylvania nhưng các chức năng quận điều do thành phố đảm nhận.

### Nhập với một số đô thị tự quản độc lập
- Athens và quận Clarke, Georgia (còn một cộng đồng nằm hoàn toàn trong quận Clarke vẫn giữ nguyên 1 chính quyền riêng)
- Augusta và quận Richmond, Georgia (còn hai cộng đồng nằm trong quận Richmond vẫn giữ nguyên các chính quyền riêng)
- Baton Rouge và quận East Baton Rouge, Louisiana (thành phố Baton Rouge vẫn giữ nguyên địa giới thành phố, và dân số điều tra dân số chính thức chỉ tính khu vực này)
- Quận Camden, Bắc Carolina (quận không có các đô thị tự quản hợp nhất, một phần nhỏ của Thành phố Elizabeth được tái tổ chức với quận để trở thành một chính quyền thống nhất)[9]
- Indianapolis và quận Marion, Indiana[10] (bốn cộng đồng trong quận Marion vẫn giữ nguyên các chính quyền riêng)
- Jacksonville và quận Duval, Florida (bốn nơi hợp nhất trong quận County vẫn giữ nguyên các chính quyền riêng trong đó có các thành phố Jacksonville Beach, Neptune Beach và Atlantic Beach, và thị trấn Baldwin; tất cả các vùng đất nông thôn khác bị hợp nhất vào Jacksonville để tránh bị các thành phố và thị trấn kia sáp nhập)
- Thành phố Kansas và quận Wyandotte, Kansas (chính quyền thống nhất này gồm có Thành phố Kansas, Bonner Springs, Edwardsville, và gần phân nửa Lake Quivira; quan hệ quận vẫn giữ nguyên đối với các cộng đồng còn lại trong quận)
- Quận Lafayette, Louisiana và Lafayette (thành phố Lafayette vẫn giữ nguyên địa giới thành phố của nó và dân số điều tra dân số của thành phố chỉ tính khu vực này)
- Louisville và quận Jefferson, Kentucky[11] (tất cả các thành phố trong quận Jefferson trước khi nhập lại, trừ Louisville, vẫn giữ nguyên các chức năng chính quyền và định dạng của mình nhưng tất cả điều tham gia hoàn toàn vào bộ phận chính quyền toàn quận được gọi là Hội đồng Vùng đô thị Louisville)
- Nashville và quận Davidson, Tennessee (bảy cộng đồng trong quận Davidson vẫn giữ nguyên các chính quyền riêng mặc dù tất cả đều tham gia vào chính quyền vùng đô thị theo một hệ thống hai cấp bậc đơn vị hành chính)
- Tribune, Kansas và quận Greeley, Kansas (Horace vẫn giữ nguyên 1 chính quyền riêng) được thực hiện vào năm 2009[12][13]

Năm thành phố trong vùng Hampton Roads của tiểu bang Virginia được thành lập bằng việc thống nhất 1 thành phố và 1 quận: Chesapeake, Hampton, Newport News, Suffolk, và Virginia Beach (từ các quận theo thứ tự Norfolk, Thành phố Elizabeth, Warwick, Nansemond, và Princess Anne). Tuy nhiên trong trường hợp, một thành phố độc lập được thành lập thì nó không phải là quận-thành phố thống nhất. Thay vào đó, luật của Virginia sử dụng thuật từ "thành phố thống nhất" (consolidated city). Tương tự, Thành phố Carson được kết hợp với quận Ormsby, Nevada năm 1969 nhưng quận này ngay lập tức bị giải thể. Thành phố hiện nay là một đô thị độc lập, không lệ thuộc bất cứ quận nào.

## Có khả năng thống nhất
- Aurora, Colorado, tách ra từ ba quận, xem xét thành lập một quận-thành phố thống nhất mới vào năm 1996; nỗ lực sau đó bị thất bại trong 1 cuộc trưng cầu dân ý. Tuy nhiên, 5 năm sau Broomfield lân cận đã thành công trong việc thành lập một quận-thành phố mới từ những phần đất từ bốn quận mà nó từng nằm trong đó. Phấn khích với kinh nghiệm của Broomfield, một ủy viên hội đồng thành phố Aurora đã đề nghị việc thống nhất lần nữa vào năm 2006.[15] Việc này vẫn chưa xong vào năm 2006 hay 2007, và chưa có đạo luật nào được đưa ra trong lần họp nghị viện Colorado năm 2008.
- Một đề nghị được đưa ra nhằm nhập quận Johnson, Kansas và quận Wyandotte, Kansas và các thành phố nằm trong hai quận thành một quận-thành phố thống nhất.[16]
- Năm 2005, báo The Plain Dealer tại Cleveland, Ohio xuất bản một loạt bài nói về khả năng thành phố này sẽ nhập vào quận Cuyahoga.[17]
- Quận Miami-Dade, Florida cung cấp các dịch vụ cấp thành phố như cảnh sát, cứu hỏa, vệ sinh,...cho nhiều đô thị tự quản nằm trong địa giới của quận.
- Một tường trình được đưa ra vào tháng 4 năm 2008, đề nghị nhập chính quyền thành phố Pittsburgh, Pennsylvania và chính quyền quận Allegheny. Kế hoạch này đã được thị trưởng Pittsburgh và trưởng hành chính quận Allegheny ủng hộ, nhưng cần có sự chấp thuận của hội đồng quận và thành phố cũng như nghị viện tiểu bang trước khi được đưa ra giới thiệu với cử tri trong 1 cuộc trưng cầu, có thể sớm nhất là vào năm 2010.
- Thị trưởng Slay đề nghị chính quyền thành phố St. Louis và chính quyền quận St. Louis nhập lại. Chiến lược cho kế hoạch thống nhất trong 5 năm 2006-2010.

### Đang xem xét việc thống nhất
- Albuquerque và quận Bernalillo, New Mexico[18]
- Birmingham và quận Jefferson, Alabama
- Buffalo và quận Erie, New York[19]
- Charleston/Bắc Charleston/Mount Pleasant và quận Charleston, Nam Carolina
- Des Moines và quận Polk, Iowa[20]
- Durham và quận Durham, Bắc Carolina[21]
- Evansville và quận Vanderburgh, Indiana[22]
- El Paso và quận El Paso, Texas[23]
- Fairbanks và quận Fairbanks North Star, Alaska[24]
- Fort Wayne và quận Allen, Indiana[25]
- Frankfort và quận Franklin, Kentucky[26]
- Gainesville và quận Alachua, Florida[27]
- Little Rock và quận Pulaski, Arkansas
- Macon và quận Bibb, Georgia
- Memphis và quận Shelby, Tennessee[28]
- Fayetteville và quận Lincoln, Tennessee (bị thất bại trong lần trưng cầu dân ý năm 2002
- Montgomery và quận Montgomery, Alabama
- Orlando và Quận Cam, Florida[29]
- Pensacola và quận Escambia, Florida[18]
- Pittsburgh và quận Allegheny, Pennsylvania tổ chức trưng cầu dân ý năm 1925 và 1929. Hiện tại có ban đặc nhiệm nghiên cứu về việc thống nhất từ năm 2005.[30]
- Portland và quận Multnomah, Oregon[18]
- Quận Roanoke, Virginia và thành phố Roanoke tổ chức trưng cầu dân ý năm 1969 và 1990 để thống nhất hai chính quyền. Cả hai lần, cử tri thành phố chấp thuận nhưng cử tri quận chống đối. Thành phố độc lập Salem, Virginia bị bao quanh bởi thực thể thống nhất này không tham gia trưng cầu dân ý. Vinton, Virginia vẫn giữ nguyên tình trạng một thị trấn trong trưng cầu dân ý năm 1990. Vấn đề thống nhất vẫn yên lắng kể từ năm 1990
- Sioux Falls và Minnehaha/Lincoln, Nam Dakota
- Tallahassee và quận Leon, Florida[cần dẫn nguồn]
- Tampa và quận Hillsborough, Florida[18]
- Toledo và quận Lucas, Ohio[31]
- Topeka và quận Shawnee, Kansas[32]
- Wilmington và quận New Hanover, Bắc Carolina[21]

## Quận-thành phố thống nhất trước kia
- Thành phố Boston và Quận Suffolk, Massachusetts điều hành một chính quyền thống nhất trong gần suốt hết thế kỷ 20 nhưng không thật sự thống nhất vì ba khu tự quản (Chelsea, Revere và Winthrop) chưa bao giờ kết hợp với thành phố Boston mà vẫn là những khu vực có thẩm quyền riêng lẻ nằm trong quận Suffolk. Quan hệ đặc biệt giữa thành phố Boston và quận Suffolk kết thúc vào năm 1999 như là một phần trong kế hoạch từ từ loại bỏ chính quyền quận trong tiểu bang đó.